# Xenosporium thaxteri
Xenosporium thaxteri är en svampart som först beskrevs av Linder, och fick sitt nu gällande namn av Piroz. 1966. Xenosporium thaxteri ingår i släktet Xenosporium och familjen Tubeufiaceae.   Inga underarter finns listade i Catalogue of Life.